# Elphos insueta
Elphos insueta là một loài bướm đêm trong họ Geometridae.